# Wilhelm Worringer

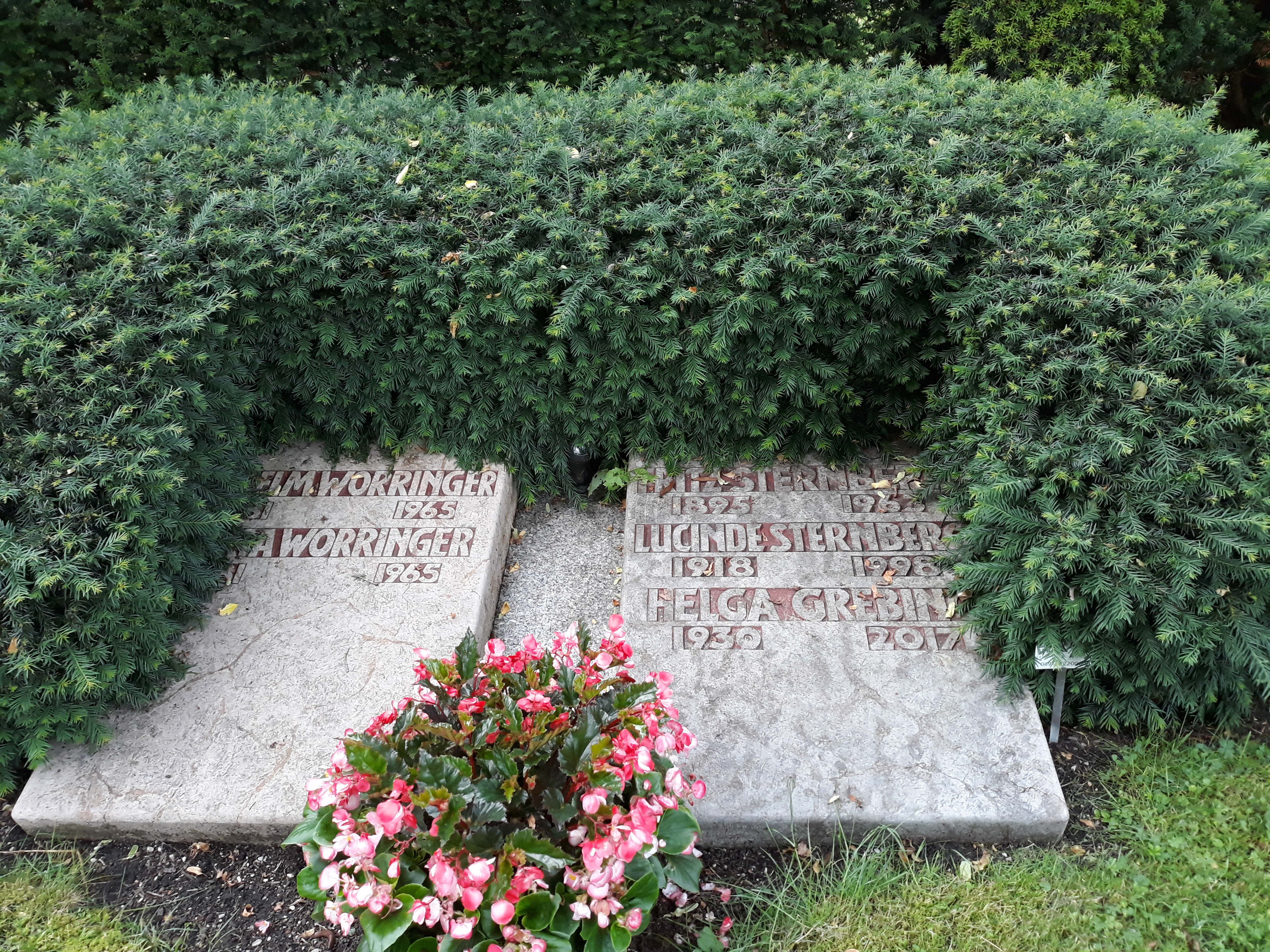
Grab von Wilhelm und Marta Worringer (linke Bildhälfte) auf dem Nordfriedhof (München)

Wilhelm Worringer (* 13. Januar 1881 in Aachen; † 29. März 1965 in München) war ein deutscher Kunsthistoriker. Er war verheiratet mit der Künstlerin Marta Worringer. Auf ihn geht der Begriff der ‚Abstraktion‘ als Bezeichnung für die Formensprache der Kunst der Moderne zurück.

## Methode
Zunächst ein Literaturwissenschaftler, wechselte Worringer bald zur Kunstgeschichte und studierte bei Heinrich Rückert, Georg Simmel und Heinrich Wölfflin. Seine methodische Herangehensweise präsentiert sich in seiner Dissertation Abstraktion und Einfühlung (1907 bei Artur Weese in Bern, 1908 im Piper Verlag veröffentlicht). Darin teilte Worringer die Strömungen in der Kunst allgemein in Abstraktion (als Reaktion des Menschen auf die verwirrende Umwelt und seine verlorene Stellung im Weltganzen) und Einfühlung (die er mit einem Natur-nachahmenden Zug gleichsetzt.) Seine Formel: „Ästhetischer Genuss ist objektivierter Selbstgenuss“ könnte man mit dem Zitat: „Wir genießen in den Formen eines Kunstwerks uns selbst.“ übersetzen. „Wie der Einfühlungsdrang als Voraussetzung des ästhetischen Erlebens seine Befriedigung in der Schönheit des Organischen findet, so findet der Abstraktionsdrang seine Schönheit im lebensverneinenden Anorganischen, im Kristallinischen, allgemein gesprochen, in aller abstrakten Gesetzmäßigkeit und Notwendigkeit.“ (Abstraktion und Einfühlung, S. 36)
Im Anschluss an Alois Riegl legte er damit die Grundlage, die im Entstehen begriffene klassische Moderne und den Expressionismus in die Tradition der europäischen Kunstgeschichte einzubinden. Bernhard Myers (Die Malerei des Expressionismus, 1970) schrieb Worringer zusammen mit Henri Bergsons Schöpferische(r) Entwicklung einen bedeutenden Anteil an der geisteshistorischen Fundierung des deutschen Expressionismus zu. Worringer arbeitete auch früh zum Expressionismus selbst.

## Lehrtätigkeit
Nach seiner Habilitation mit der Arbeit Formprobleme der Gotik 1909 in Bern lehrte Worringer ab 1915 als Privatdozent und von 1925 bis 1928 als außerordentlicher Professor am Kunsthistorischen Institut der Universität Bonn. 1928 wurde er Professor an der Universität Königsberg. Hier blieb er von 1933 bis 1945 als einziger deutscher Kunsthistoriker in innerer Emigration, indem er seine Publikationen einstellte. 1945 trat er eine Professur an der Universität Halle an. 1950 verließ er die DDR aus politischen Gründen.

## Ehrungen
Seit 1949 war er Mitglied der Sächsischen Akademie der Wissenschaften.

## Werke
- Schriften. Hrsg. v. Hannes Böhringer, Helga Grebing, Beate Söntgen. München 2004, 2 Bde. und 1 CD-ROM, ISBN 3-7705-3641-X.
- Abstraktion und Einfühlung. Dissertation 1907; Piper, München 1908.
  - Vorwort zum Neudruck: Abstraktion und Einfühlung. Ein Beitrag zur Stilpsychologie. München 1948.
  - Neuausgabe, hrsg. von Helga Grebing. Mit einer Einl. von Claudia Öhlschläger. Wilhelm Fink, Paderborn / München 2007, ISBN 978-3-7705-4434-9.
- Formprobleme der Gotik. München 1911.
- Die altdeutsche Buchillustration. Piper, München 1912. (2. Auflage 1919, 3. Auflage 1921)
- Ägyptische Kunst – Probleme ihrer Wertung. Piper, München 1927.
- Problematik der Gegenwartskunst. München 1948.
- Lächelt die Mona Lisa wirklich? In: Thema. Zeitschrift für die Einheit der Kultur. 2/1949, S. 25–29.
- Jean Fouquet und Piero della Francesca. In: Das Kunstwerk. 3/1949 (1), S. 24–30.

## Ikonographie
- Charles Crodel: Wilhelm Worringer und Herbert Koch, 1922 Farbholzschnitt (Werkverzeichnis Nr. 150)[4]